# Denise Milani
Denise Milani (Frýdek-Místek, 24 de abril de 1976) es una modelo checa. Su lengua materna es el checo y su segundo idioma el inglés, pero también habla italiano, polaco, ruso y alemán. Conocida por sus generosos pechos naturales, nunca revela las partes más íntimas de su cuerpo.

## Biografía
Nacida en la República Checa emigró a los Estados Unidos, donde comenzó una carrera como fisioterapeuta en Los Ángeles.
En 2005 fue descubierta por "SPORTSbyBROOKS", un destino popular de los deportes en línea, que la invitó a trabajar para ellos como modelo y de inmediato aceptó la oferta. Desde entonces se le ha visto en muchos vídeos eróticos y de revistas ilustradas. Fue coronada Miss Bikini World en 2007.

## Vida personal
En la actualidad vive en el sur de California y es madre de una hija.